# Alexander Jacobsen
Alexander Jacobsen (Haslemere, 1944. január 13. – 2011) dán nemzetközi labdarúgó-játékvezető. Becenévvel Alexander Alex Jacobsen.

## Pályafutása

### Nemzeti játékvezetés
Játékvezetői vizsgáját követően lakókörzetének Labdarúgó-szövetség által üzemeltetett labdarúgó bajnokságokban kezdte sportszolgálatát. A Dán Labdarúgó-szövetség Játékvezető Bizottságának (JB) minősítésével a Superligaen játékvezetője. Küldési gyakorlat szerint rendszeres partbírói szolgálatot is végzett. A nemzeti játékvezetéstől 1987-ben visszavonult.

### Nemzetközi játékvezetés
A Dán labdarúgó-szövetség JB terjesztette fel nemzetközi játékvezetőnek, a Nemzetközi Labdarúgó-szövetség (FIFA) 1982-től tartotta nyilván bírói keretében. Egy nemzetek közötti válogatott, valamint több Kupagyőztesek Európa-kupája klubmérkőzést vezetett, vagy működő társának partbíróként segített. A dán nemzetközi játékvezetők rangsorában, a világbajnokság-Európa-bajnokság sorrendjében többedmagával a 27. helyet foglalja el 1 találkozó szolgálatával. A nemzetközi játékvezetéstől 1987-ben sérülés miatt búcsúzott. Válogatott mérkőzéseinek száma: 1

## Statisztika

### Nemzetközi válogatott mérkőzése
| #  | Dátum           | Helyszín                    | Hazai  | Eredmény | Vendég   | Kiírás       | Gólok | Esemény |
| -- | --------------- | --------------------------- | ------ | -------- | -------- | ------------ | ----- | ------- |
| 1. | 1983. június 5. | Reykjavík, Laugardalsvöllur | Izland | 1 – 0    | Málta    | Eb-selejtező | -     |         |
|    | Összesen        |                             |        | 1        | mérkőzés |              |       |         |